# Dissidence (extrême-droite)
 (février 2025).
Motif : aucun article centré dans les sources, peut-être plus opportun de rediriger vers fachosphère ?
- Archive Wikiwix
- Bing
- Cairn
- DuckDuckGo
- E. Universalis
- Gallica
- Google
- G. Books
- G. News
- G. Scholar
- Persée
- Qwant
- (zh) Baidu
- (ru) Yandex

| 1. | Préciser le motif de la pose du bandeau. | Précisez le motif de la pose du bandeau en utilisant la syntaxe suivante : {{admissibilité à vérifier\|date=juin 2025\|motif=remplacez ce texte par le motif}}                                   |
| 2. | Informer les utilisateurs concernés.     | Pensez à avertir le créateur de l'article, par exemple, en insérant le code ci-dessous sur sa page de discussion : {{subst:avertissement admissibilité à vérifier\|Dissidence (extrême-droite)}} |

La dissidence est un terme utilisé au sein de l'extrême droite sur Internet en France pour désigner une fraction de l'extrême droite sur Internet.

## Historique
La « dissidence » est née autour d'Alain Soral au début des années 2010. Avec le temps, elle sera composée d'autres personnalités et organisations.

## Composantes

### Mouvances
La dissidence est composée de plusieurs courants car elle est diversifiée. S'y trouvent notamment des occidentalistes, des eurasistes, des racialistes, des antisionistes et des pro-sionistes, des néonazis.

### Personnalités
- Alain Soral[1]
- Le Raptor dissident
- Dario Chevtchenko
- Daniel Conversano[1]
- Estelle Redpill
- Lucien Cerise
- Monsieur K[2]
- Papacito
- John Gaultier, surnommé Viriliteam
- Jean-Marie Corda[3]
- Salim Laïbi

## Conflits internes
La dissidence est également connue pour ses conflits internes et ses différents clashs entre les personnalités, ce qui crée des tensions sur Internet.
En décembre 2016, sur le plateau de l'émission Niveau Zéro animée par Dieudonné, Alain Soral et Daniel Conversano débattent de façon houleuse, au bout de quelques minutes, une bagarre éclate suite à une provocation lancée par Daniel Conversano envers Alain Soral. Conversano finit le visage en sang, la séquence fait le tour de la fachosphère et au-delà et donne lieu à des détournements et des mèmes Internet.
En 2018, un conflit éclate entre Le Raptor dissident et Alain Soral, le premier a défié le second pour un combat de MMA. Le combat n'aura jamais eu lieu.

## Équivalent à l'étranger
La dissident right («Droite dissidente») est un des équivalents de la dissidence aux États-Unis. Elle est associées à l'alt-right.

## Critiques
La dissidence est souvent critiquée par l'extrême droite militante, notamment les nationalistes qui militent sur le terrain à l'instar des nationaux-révolutionnaires, de certains identitaires, des royalistes et des nationaux-catholiques[réf. nécessaire].
Les personnalités de la dissidence sont parfois décrites comme des « gourous »Interprétation abusive ?.